# Adesmus alboverticis
Adesmus alboverticis es una especie de escarabajo longicornio del género Adesmus, categorizada en la tribu Hemilophini, de la subfamilia Lamiinae. Fue descrita por  Bezark, Santos-Silva & Botero en 2023.

## Descripción
Mide 5,25 mm de longitud.

## Distribución
Se distribuye por Guatemala.